# آوگوست بیوتس
آوگوست بیوتس (کرواتی: August Bivec; ۳۰ سپتامبر ۱۹۰۹ – ۲۲ ژوئن ۱۹۸۷) بازیکن سابق یوگسلاو و مربی فوتبال اهل کرواسی بود.
از باشگاه‌هایی که در آن بازی کرده‌است می‌توان به باشگاه فوتبال گراجانسکی زاگرب و باشگاه فوتبال بئوگراد اشاره کرد.
وی همچنین در تیم ملی فوتبال یوگسلاوی بازی کرده‌است.